# درگیری‌های ۱۴۰۱ سنندج
درگیری‌های ۱۴۰۱ سنندج به حوادثی گفته می‌شود که پس از واکنش‌ها به کشته‌شدن مهسا امینی که خیزش سراسری ۱۴۰۱ را در پی داشت، در جریان بود. مأموران امنیتی حکومت جمهوری اسلامی بی وقفه سعی در سرکوب معترضان و مهار درگیری‌ها را داشتند.

## سرکوب
سازمان حقوق بشری و غیردولتی هه‌نگاو -که در نروژ مستقر است- خبر از فرود یک فروند هواپیمای ترابری نظامی جمهوری اسلامی ایران در فرودگاه سنندج داده‌است که پس از آن نیروهای ویژه با چند دستگاه اتوبوس به داخل شهر منتقل شده‌اند.
احمد وحیدی وزیر کشور ؛ مدعی شد که احزاب سیاسی کُرد مانند کومله، دموکرات و پژاک که وی آن‌ها را تجزیه‌طلب نامید حامی این اعتراضات هستند و ضمن اغتشاشگر و آشوبگر نامیدن معترضان تهدید کرد که آنها را سر جایشان خواهند نشاند. سرکوب شدید و گستردگی بازداشتی‌ها به حدی هست که از تعداد بسیار زیاد زندانی‌ها گزارش شده‌است.
هفته‌نامه لو پونت فرانسه نیز با استناد به گزارش‌های سازمان‌های حقوق بشری ادعا کرد که در جریان درگیری‌های اخیر در سنندج، برخی از محله‌های شهر نیز توسط جنگنده های جمهوری اسلامی ایران بمباران شده‌است. بر اساس اخبار و تصاویری که در شبکه‌های اجتماعی منتشر شده‌است درگیری‌ها میان نیروهای امنیتی حکومتی و مردم تا روز سه شنبه ۱۸ مهر همچنان ادامه داشته‌است. آمار ثابتی از تعداد کشته شگان در دسترس نیست.

## پیامدها
یحیی رحیمی یکی از جانباختگان این درگیری‌ها است که در داخل خودروی پراید خود و پشت فرمان هدف اصابت مستقیم گلوله نیروهای امنیتی از ناحیه سر قرار گرفت و کشته شد.
در روز ۱۷ مهر علاوه بر یحیی رحیمی؛ داریوش علیزاده، پیمان منبری، محمد امینی و چند تن دیگر نیز توسط حکومت کشته شدند. در روز چهلم آنها ۲۶ آبان هزاران نفر از مردم سنندج به خیابان‌ها آمدند. آرام حبیبی در روز چهلم داریوش علیزاده کشته شد. جمهوری اسلامی به خانواده پیمان منبری وعده پول و حقوق ماهیانه دادند تا بگویند معترضان پیمان را کشته‌اند، ولی خانوادهٔ او این پیشنهاد را رد کردند.